# Hedenstedkredsen
Hedenstedkredsen er en opstillingskreds i Østjyllands Storkreds. Området hørte tidligere til Vejle Amtskreds under navnet Juelsmindekredsen.
Kredsen består fra 2007 af Ny Hedensted Kommune. I 2009 var der 33.090 stemmeberettigede i kredsen. Troels Lund Poulsen (Venstre) er kredsens eneste folketingsmedlem.
I forhold til de gamle kommuner består kredsen af Hedensted, Juelsminde og Tørring-Uldum Kommune, dog er Grejs Sogn blevet overført til Vejle Nordkredsen i Sydjyllands Storkreds.

## Afstemningsområder
Kredsen indeholder flg. valgsteder, som kommunen senest i 2011 valgte at bibeholde:
1. Gl. Hedensted Kommune
  1. Daugård og Ørum Sogne
  2. Hedensted, St.Dalby og Urlev
  3. Korning Sogn
  4. Løsning Sogn
  5. Ør. Snede Sogn
  6. Ølsted og Eriknauer-Området
2. Tidl. Juelsminde Kommune
  1. As
  2. Barrit
  3. Bjerre
  4. Glud
  5. Hjarnø
  6. Hornsyld
  7. Juelsminde
  8. Klakring
  9. Rårup
  10. Stouby
3. Tidl. Tørring-Uldum Kommune
  1. Aale
  2. Hjortsvang
  3. Hornborg
  4. Hvirring
  5. Lindved
  6. Rask Mølle
  7. Tørring
  8. Uldum
  9. Ølholm

## Folketingskandidater pr. 25/11-2018

### Valgkredsens kandidater for de pr. november 2018 opstillingsberettigede partier
| Liste | Parti                       | Kandidat               | Bemærk |
| ----- | --------------------------- | ---------------------- | ------ |
| A     | Socialdemokratiet           | Thyge Risvig           |        |
| B     | Radikale Venstre            | Nils Sjøberg           |        |
| C     | Det Konservative Folkeparti | Søren Vanting          |        |
| D     | Nye Borgerlige              |                        |        |
| F     | Socialistisk Folkeparti     |                        |        |
| I     | Liberal Alliance            |                        |        |
| O     | Dansk Folkeparti            | Steffen Graff Daugaard |        |
| V     | Venstre                     | Troels Lund Poulsen    |        |
| Ø     | Enhedslisten                | Malene Erenskjold      |        |
| Å     | Alternativet                |                        |        |